# رولان برتن
رولان بِرتَن (به فرانسوی: Roland Bertin) (زادهٔ ۱۶ نوامبر ۱۹۳۰) بازیگر تئاتر و سینما اهل فرانسه است.
او در بیش از ۱۰۰ فیلم ایفای نقش کرده‌است. از فیلم‌هایی که او در آن‌ها نقش داشته‌است می‌توان به سیرانو دو برژراک، قزل‌آلا، خواهران برونته، سایهٔ یک شک، باند، بخش ویژه، و پروانه روی شانه اشاره کرد.
رولان بِرتَن برندهٔ نشان لژیون دونور شده‌است.